# 薩默斯冰原島峰
67°28′S 67°16′W / 67.467°S 67.267°W
薩默斯冰原島峰（英語：Somers Nunatak），是南極洲的冰原島峰，位於葛拉漢地的盧貝海岸，處於阿羅史密斯半島，海拔高度約600米，現時由南極條約體系管理。